# Xylonaeus praecutus
Xylonaeus praecutus är en skalbaggsart som beskrevs av Heinrich Bickhardt 1916. Xylonaeus praecutus ingår i släktet Xylonaeus och familjen stumpbaggar. Inga underarter finns listade i Catalogue of Life.